# Atletismo nos Jogos Paralímpicos de Verão de 2012 - 400 m masculino
As competições dos 400 metros masculino do atletismo nos Jogos Paralímpicos de Verão de 2012 foram disputadas entre os dias 31 de agosto e 8 de setembro no Estádio Olímpico de Londres, na capital britânica. Participaram desse evento atletas que foram divididos em 10 classes diferentes de deficiência.

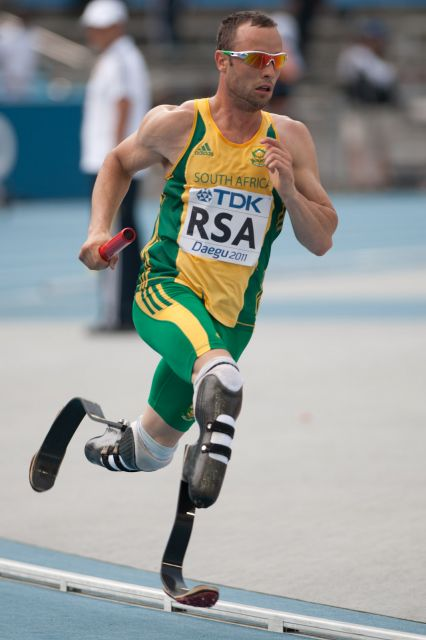
Oscar Pistorius conquistou a medalha de ouro na prova que é sua especialidade, os 400 m classe T44.

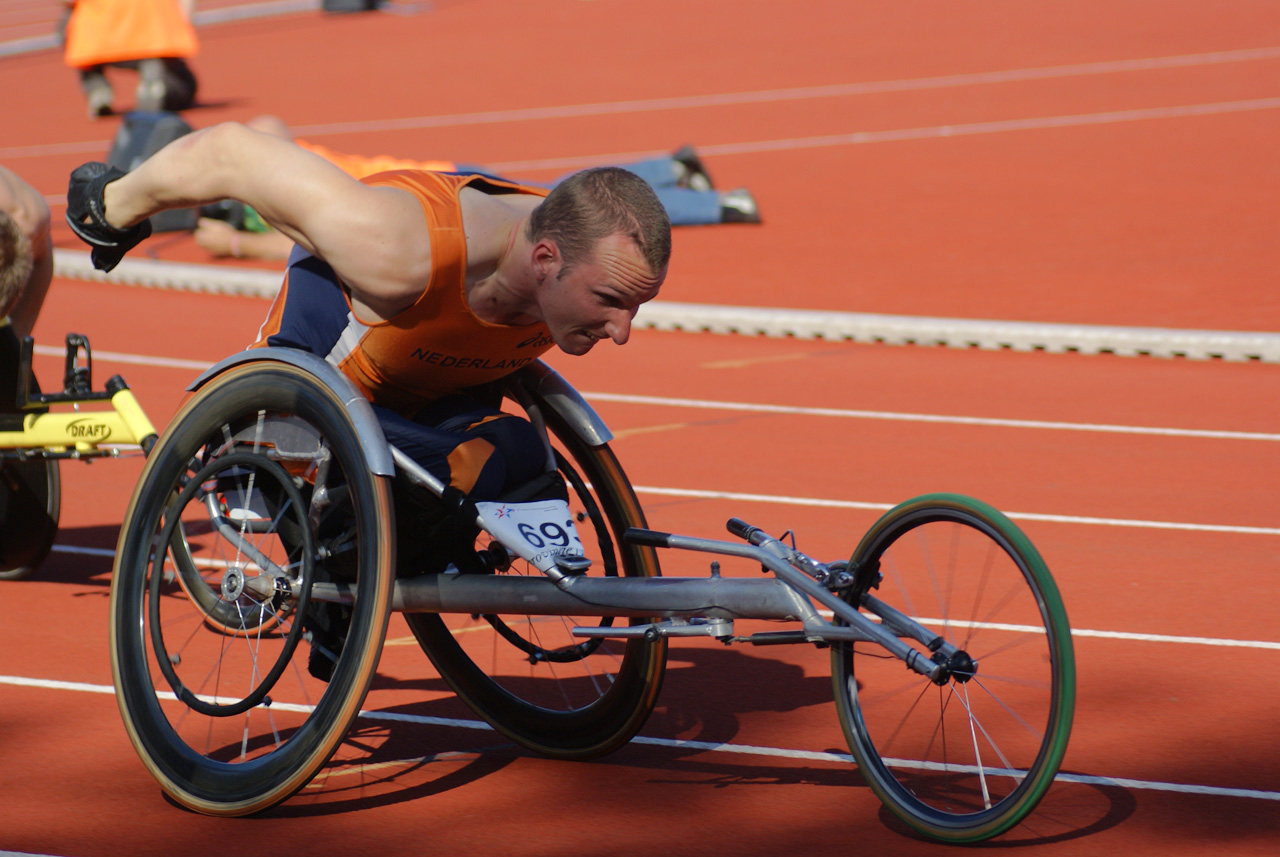
Kenny van Weeghel, representando os Países Baixos, conquistou a medalha de prata nos 400 m classe T54.

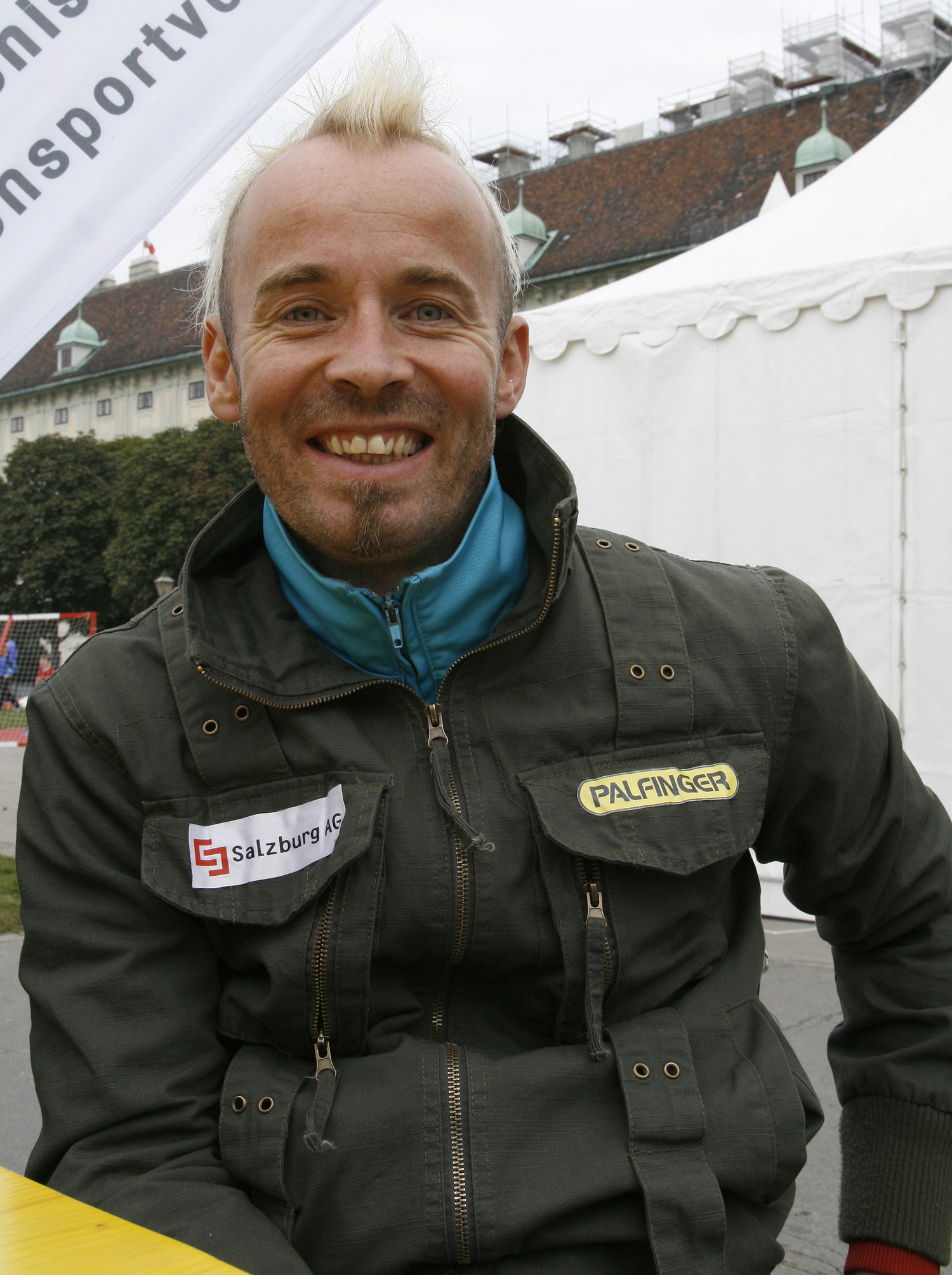
O austríaco Thomas Geierspichler conquistou a medalha de bronze nos 400 m classe T52.

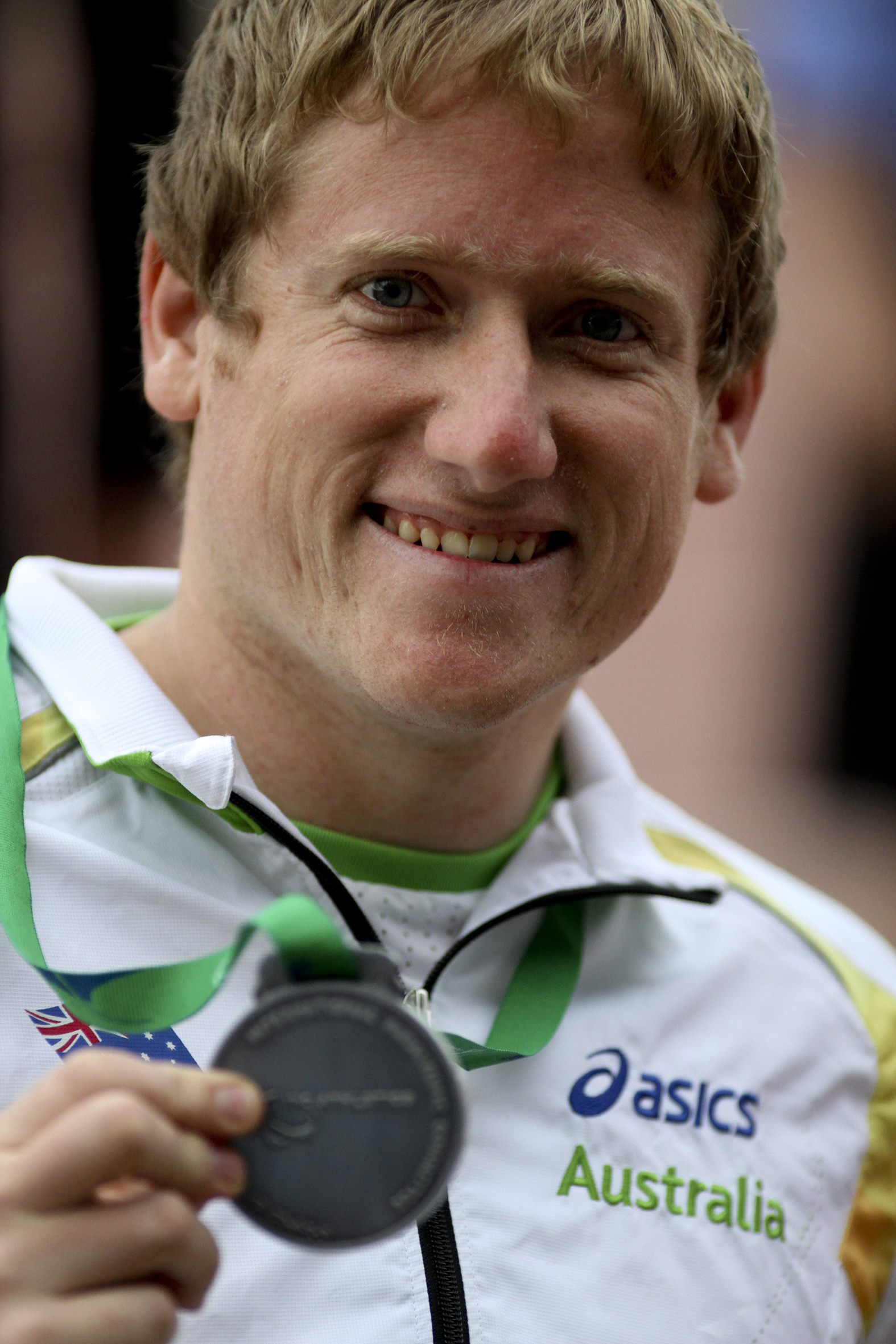
O australiano Richard Colman conquistou a medalha de bronze nos 400 m classe T53.

## Medalhistas

### Classe T11
| Ouro   | ANG José Armando Sayovo / Nicolau Palanca (guia)      |
| Prata  | BRA Lucas Prado / Laércio Alves Martins (guia)        |
| Bronze | FRA Gauthier Tresor Makunda / Antoine Laneyrie (guia) |

### Classe T12
| Ouro   | TUN Mahmoud Khaldi         |
| Prata  | RSA Hilton Langenhoven     |
| Bronze | MEX Jorge González Sauceda |

### Classe T13
| Ouro   | RUS Alexey Labzin    |
| Prata  | RUS Alexander Zverev |
| Bronze | MAR Mohamed Amguoun  |

### Classe T36
| Ouro   | RUS Evgenii Shvetcov |
| Prata  | GBR Paul Blake       |
| Bronze | UKR Roman Pavlyk     |

### Classe T38
| Ouro   | TUN Mohamed Farhat Chida |
| Prata  | CHN Zhou Wenjun          |
| Bronze | RSA Union Sekailwe       |

### Classe T44
| Ouro   | RSA Oscar Pistorius |
| Prata  | USA Blake Leeper    |
| Bronze | USA David Prince    |

### Classe T46
| Ouro   | AUT Günther Matzinger       |
| Prata  | BRA Yohansson Nascimento    |
| Bronze | SRI Pradeep Pathirannehelag |

### Classe T52
| Ouro   | USA Raymond Martin       |
| Prata  | JPN Tomoya Ito           |
| Bronze | AUT Thomas Geierspichler |

### Classe T53
| Ouro   | CHN Li Huzhao      |
| Prata  | CAN Brent Lakatos  |
| Bronze | AUS Richard Colman |

### Classe T54
| Ouro   | CHN Zhang Lixin       |
| Prata  | NED Kenny van Weeghel |
| Bronze | CHN Liu Chengming     |

## Calendário
| E | Eliminatórias | ½ | Semifinais | F | Final |

| Evento/Data | Sex 31 | Sex 31 | Sáb 1 | Sáb 1 | Dom 2 | Dom 2 | Seg 3 | Seg 3 | Ter 4 | Ter 4 | Qua 5 | Qua 5 | Qui 6 | Qui 6 | Sex 7 | Sex 7 | Sáb 8 | Sáb 8 |
| ----------- | ------ | ------ | ----- | ----- | ----- | ----- | ----- | ----- | ----- | ----- | ----- | ----- | ----- | ----- | ----- | ----- | ----- | ----- |
| 400 m T11   |        |        |       |       |       |       |       |       |       |       |       |       | E     | E     | F     | F     |       |       |
| 400 m T12   |        |        |       |       | E     | E     |       |       | ½     | ½     |       |       | F     | F     |       |       |       |       |
| 400 m T13   | E      | E      | F     | F     |       |       |       |       |       |       |       |       |       |       |       |       |       |       |
| 400 m T36   |        |        |       |       |       |       |       |       | F     | F     |       |       |       |       |       |       |       |       |
| 400 m T38   |        |        |       |       | E     | E     | F     | F     |       |       |       |       |       |       |       |       |       |       |
| 400 m T44   |        |        |       |       |       |       |       |       |       |       |       |       |       |       | E     | E     | F     | F     |
| 400 m T46   |        |        |       |       |       |       |       |       | E     | F     |       |       |       |       |       |       |       |       |
| 400 m T52   |        |        |       |       |       |       | E     | F     |       |       |       |       |       |       |       |       |       |       |
| 400 m T53   |        |        |       |       | E     | F     |       |       |       |       |       |       |       |       |       |       |       |       |
| 400 m T54   |        |        |       |       |       |       |       |       |       |       | E     | E     |       |       | F     | F     |       |       |

## T11

### Eliminatórias

#### Eliminatória 1
| Pos. | Atleta                                                  | País          | Tempo | Notas                |
| ---- | ------------------------------------------------------- | ------------- | ----- | -------------------- |
| 1    | José Armando Sayovo Guia: Nicolau Palanca               | ANG Angola    | 52.04 | Q                    |
| 2    | Gauthier Tresor Makunda Guia: Antoine Laneyrie          | FRA França    | 52.08 | q                    |
| 3    | Oscar David Herrera Guia: Richard Torrealba             | VEN Venezuela | 56.55 | Recorde da temporada |
| 4    | Carlos José Bartô da Silva Guia: Cássio Henrique Damião | BRA Brasil    | 56.83 | Recorde da temporada |

#### Eliminatória 2
| Pos. | Atleta                                                    | País       | Tempo | Notas                |
| ---- | --------------------------------------------------------- | ---------- | ----- | -------------------- |
| 1    | Daniel Silva Guia: Leonardo Souza Lopes                   | BRA Brasil | 51.41 | Q                    |
| 2    | Arian Iznaga Guia: Yaseen Pérez Gomez                     | CUB Cuba   | 53.95 | Recorde da temporada |
| 3    | Octávio Angelo dos Santos Guia: Abel Pires Maquina Mariti | ANG Angola | 55.09 | Recorde da temporada |
| 4    | Dustin Riley Walsh Guia: Dylan Williamson                 | CAN Canadá | DQ    |                      |

#### Eliminatória 3
| Pos. | Atleta                                           | País           | Tempo | Notas                |
| ---- | ------------------------------------------------ | -------------- | ----- | -------------------- |
| 1    | Lucas Prado Guia: Laércio Alves Martins          | BRA Brasil     | 52.00 | Q                    |
| 2    | Ananias Shikongo Guia: Even Tjiviju              | NAM Namíbia    | 52.45 | Recorde pessoal      |
| 3    | Jonathan Peter Dunkerley Guia: Sean Young        | CAN Canadá     | 55.27 |                      |
| 4    | Pita Rondão Bulande Guia: Fernando Lucas Macungo | MOZ Moçambique | 57.51 | Recorde da temporada |

### Final
| Pos.              | Atleta                                         | País       | Tempo | Notas                |
| ----------------- | ---------------------------------------------- | ---------- | ----- | -------------------- |
| Medalha de ouro   | José Armando Sayovo Guia: Nicolau Palanca      | ANG Angola | 50.75 | Recorde pessoal      |
| Medalha de prata  | Lucas Prado Guia: Laercio Alves Martins        | BRA Brasil | 51.44 | Recorde da temporada |
| Medalha de bronze | Gauthier Tresor Makunda Guia: Antoine Laneyrie | FRA França | 52.45 |                      |
| 4 !               | Daniel Silva Guia: Leonardo Souza Lopes        | BRA Brasil | DNS   |                      |

## T12

### Eliminatórias

#### Eliminatória 1
| Pos. | Atleta                                      | País              | Tempo | Notas |
| ---- | ------------------------------------------- | ----------------- | ----- | ----- |
| 1    | Hilton Langenhoven                          | RSA África do Sul | 49.86 | Q     |
| 2    | Thierb Siqueira Guia: Roger Pereira Manarin | BRA Brasil        | 50.80 | q     |
| 3    | Rodolfo Alves                               | POR Portugal      | 54.00 |       |

#### Eliminatória 2
| Pos. | Atleta                   | País           | Tempo | Notas                |
| ---- | ------------------------ | -------------- | ----- | -------------------- |
| 1    | Jorge González Sauceda   | MEX México     | 50.83 | Q                    |
| 2    | Rza Osmanov              | AZE Azerbaijão | 51.46 | q                    |
| 3    | Martin Amutenya Aloisius | NAM Namíbia    | 57.73 | Recorde da temporada |
| 4    | Semih Deniz              | TUR Turquia    | DQ    |                      |

#### Eliminatória 3
| Pos. | Atleta                                    | País         | Tempo | Notas                |
| ---- | ----------------------------------------- | ------------ | ----- | -------------------- |
| 1    | Mahmoud Khaldi                            | TUN Tunísia  | 50.58 | Q                    |
| 2    | Hyacinthe Deleplace                       | FRA França   | 51.09 | q                    |
| 3    | Matthias Schroeder Guia: Tobias Schneider | GER Alemanha | 52.04 |                      |
| 4    | Henry Nzungi Mwendo                       | KEN Quênia   | 52.67 | Recorde da temporada |

#### Eliminatória 4
| Pos. | Atleta                                                     | País          | Tempo | Notas                |
| ---- | ---------------------------------------------------------- | ------------- | ----- | -------------------- |
| 1    | Sun Qichao                                                 | CHN China     | 50.91 | Q                    |
| 2    | Gerard Desgarrega Puigdevall Guia: Alejandro Guerrero Díaz | ESP Espanha   | 50.91 | q                    |
| 3    | Mehmet Nesim Oner                                          | TUR Turquia   | 52.53 | Recorde pessoal      |
| 4    | Suphachai Songphinit                                       | THA Tailândia | 53.03 | Recorde da temporada |

### Semifinais

#### Semifinal 1
| Pos. | Atleta                                      | País              | Tempo | Notas                |
| ---- | ------------------------------------------- | ----------------- | ----- | -------------------- |
| 1    | Hilton Langenhoven                          | RSA África do Sul | 49.42 | Q =                  |
| 2    | Sun Qichao                                  | CHN China         | 50.96 |                      |
| 3    | Rza Osmanov                                 | AZE Azerbaijão    | 51.34 | Recorde da temporada |
| 4 !  | Thierb Siqueira Guia: Roger Pereira Manarin | BRA Brasil        | DQ    |                      |

#### Semifinal 2
| Pos. | Atleta                                                     | País        | Tempo | Notas |
| ---- | ---------------------------------------------------------- | ----------- | ----- | ----- |
| 1    | Mahmoud Khaldi                                             | TUN Tunísia | 49.02 | Q     |
| 2    | Jorge González Sauceda                                     | MEX México  | 50.43 | q     |
| 3    | Gerard Desgarrega Puigdevall Guia: Alejandro Guerrero Díaz | ESP Espanha | 50.43 | q     |
| 4    | Hyacinthe Deleplace                                        | FRA França  | 51.40 |       |

### Final
| Pos.              | Atleta                                                     | País              | Tempo | Notas           |
| ----------------- | ---------------------------------------------------------- | ----------------- | ----- | --------------- |
| Medalha de ouro   | Mahmoud Khaldi                                             | TUN Tunísia       | 48.52 | Recorde mundial |
| Medalha de prata  | Hilton Langenhoven                                         | RSA África do Sul | 49.04 | Recorde pessoal |
| Medalha de bronze | Jorge Benjamin González Sauceda                            | MEX México        | 50.41 | Recorde pessoal |
| 4                 | Gerard Desgarrega Puigdevall Guia: Alejandro Guerrero Díaz | ESP Espanha       | 50.68 |                 |

## T13

### Eliminatórias

#### Eliminatória 1
| Pos. | Atleta                      | Tempo | Notas |
| ---- | --------------------------- | ----- | ----- |
| 1    | IRQ Hussein Kadhim          | 50.36 | Q     |
| 2    | GRE Ioannis Protos          | 50.73 | Q     |
| 3    | RUS Alexey Labzin           | 51.48 | Q     |
| 4    | ALG Zine Eddine Sekhri      | 51.92 | q     |
| 5    | BRA André Andrade           | 54.90 |       |
| 08 ! | CUB Miguel Bartelemy Sablon | DQ    |       |

#### Eliminatória 2
| Pos. | Atleta               | Tempo | Notas           |
| ---- | -------------------- | ----- | --------------- |
| 1    | MAR Mohamed Amguoun  | 49.04 | Q               |
| 2    | RUS Alexander Zverev | 49.80 | Q               |
| 3    | ALG Djamil Nasser    | 50.45 | Q               |
| 4    | USA Markeith Price   | 51.11 | q               |
| 5    | POR Hugo Cavaco      | 53.10 |                 |
| 6    | KAZ Islam Salimov    | 54.14 | Recorde pessoal |

### Final
| Pos.              | Atleta                 | Tempo | Notas                |
| ----------------- | ---------------------- | ----- | -------------------- |
| Medalha de ouro   | RUS Alexey Labzin      | 48.59 | Recorde paralímpico  |
| Medalha de prata  | RUS Alexander Zverev   | 48.83 | Recorde pessoal      |
| Medalha de bronze | MAR Mohamed Amguoun    | 49.45 |                      |
| 4                 | GRE Ioannis Protos     | 49.67 | Recorde da temporada |
| 5                 | IRQ Hussein Kadhim     | 49.76 | Recorde asiático     |
| 6                 | ALG Djamil Nasser      | 49.88 | Recorde pessoal      |
| 7                 | ALG Zine Eddine Sekhri | 51.16 | Recorde pessoal      |
| 8                 | USA Markeith Price     | 51.98 |                      |

## T36
| Pos.              | Atleta                             | Tempo   | Notes                |
| ----------------- | ---------------------------------- | ------- | -------------------- |
| Medalha de ouro   | RUS Evgenii Shvetcov               | 53.31   | Recorde mundial      |
| Medalha de prata  | GBR Paul Blake                     | 54.22   | Recorde pessoal      |
| Medalha de bronze | UKR Roman Pavlyk                   | 55.18   | Recorde pessoal      |
| 4                 | CHN Che Mian                       | 55.99   | Recorde asiático     |
| 5                 | RUS Andrey Zhirnov                 | 57.53   |                      |
| 6                 | RUS Artem Arefyev                  | 59.70   |                      |
| 7                 | ESP Jose Manuel González           | 1:01.51 |                      |
| 8                 | NCA Gabriel de Jesus Cuadra Holman | 1:02.88 | Recorde da temporada |

## T38

### Eliminatórias

#### Eliminatória 1
| Pos. | Atleta                | Time    | Notas |
| ---- | --------------------- | ------- | ----- |
| 1    | TUN Abbes Saidi       | 52.32   | Q     |
| 2    | CHN Zhou Wenjun       | 52.57   | Q     |
| 3    | RSA Union Sekailwe    | 53.28   | Q     |
| 4    | AUS Tim Sullivan      | 53.67   | q     |
| 5    | VAN Marcel Houssimoli | 1:09.03 | q     |
| 06 ! | BRA Edson Pinheiro    | DQ      |       |

#### Eliminatória 2
| Pos. | Atleta                   | Time    | Notas                |
| ---- | ------------------------ | ------- | -------------------- |
| 1    | RSA Marius Stander       | 53.52   | Q                    |
| 2    | VEN Omar Monterola       | 53.79   | Q                    |
| 3    | TUN Mohamed Farhat Chida | 55.12   | Q                    |
| 4    | SAM Milo Toleafoa        | 1:09.97 | Recorde da temporada |

### Final
| Pos.              | Atleta                   | Time    | Notas                |
| ----------------- | ------------------------ | ------- | -------------------- |
| Medalha de ouro   | TUN Mohamed Farhat Chida | 50.43   | Recorde da temporada |
| Medalha de prata  | CHN Zhou Wenjun          | 51.56   | Recorde asiático     |
| Medalha de bronze | RSA Union Sekailwe       | 51.97   | Recorde pessoal      |
| 4                 | TUN Abbes Saidi          | 52.05   | Recorde pessoal      |
| 5                 | AUS Tim Sullivan         | 52.39   | Recorde da temporada |
| 6                 | RSA Marius Stander       | 53.62   |                      |
| 7                 | VAN Marcel Houssimoli    | 1:07.61 | Recorde da temporada |
| 8 !               | VEN Omar Monterola       | DNF     |                      |

## T44

### Eliminatórias

#### Eliminatória 1
| Pos. | Atleta                     | Time  | Notes           |
| ---- | -------------------------- | ----- | --------------- |
| 1    | USA Blake Leeper           | 50.63 | Q               |
| 2    | BRA Alan Fonteles          | 53.02 | Q               |
| 3    | CHN Liu Zhiming            | 54.82 | Q               |
| 4    | ITA Riccardo Scendoni      | 55.88 | Recorde pessoal |
| 5    | AUS Jack Swift             | 55.94 |                 |
| 6    | MEX Josue Benítez Sandoval | 59.79 |                 |

#### Eliminatória 2
| Pos. | Atleta              | Time  | Notes |
| ---- | ------------------- | ----- | ----- |
| 1    | RSA Oscar Pistorius | 48.31 | Q     |
| 2    | GER David Behre     | 51.37 | Q     |
| 3    | USA David Prince    | 52.29 | Q     |
| 4    | USA Jarryd Wallace  | 53.51 | q     |
| 5    | RUS Ivan Prokopyev  | 53.86 | q     |
| 6    | JPN Keita Sato      | DQ    |       |

### Final
| Pos.              | Atleta              | Time  | Notes              |
| ----------------- | ------------------- | ----- | ------------------ |
| Medalha de ouro   | RSA Oscar Pistorius | 46.68 | (T43)              |
| Medalha de prata  | USA Blake Leeper    | 50.14 | Recorde da América |
| Medalha de bronze | USA David Prince    | 50.61 | (T44)              |
| 4                 | BRA Alan Fonteles   | 51.59 | Recorde pessoal    |
| 5                 | GER David Behre     | 51.65 |                    |
| 6                 | USA Jarryd Wallace  | 53.90 |                    |
| 7                 | RUS Ivan Prokopyev  | 54.74 |                    |
| 8                 | CHN Liu Zhiming     | 55.91 |                    |

## T46

### Eliminatórias

#### Eliminatória 1
| Pos. | Atleta                   | Tempo | Notas                |
| ---- | ------------------------ | ----- | -------------------- |
| 1    | AUT Günther Matzinger    | 49.91 | Q                    |
| 2    | BRA Yohansson Nascimento | 50.18 | Q (T45)              |
| 3    | CYP Antonis Aresti       | 50.30 | Q                    |
| 4    | CHN Xie Hexing           | 50.74 | q                    |
| 5    | VEN Samuel Colmenares    | 51.31 | Recorde da temporada |
| 6    | RUS Alexey Kotlov        | 51.52 |                      |
| 7    | GBS César Lopes Cardoso  | 55.08 | Recorde da temporada |

#### Eliminatória 2
| Pos. | Atleta                      | Tempo | Notas                |
| ---- | --------------------------- | ----- | -------------------- |
| 1    | RWA Hermas Muvunyi          | 49.75 | Q                    |
| 2    | SRI Pradeep Pathirannehelag | 49.82 | Q                    |
| 3    | CIV Addoh Kimou             | 50.17 | Q                    |
| 4    | BRA Emicarlo Souza          | 50.40 | q                    |
| 5    | RSA Tshepo Bhebe            | 52.24 |                      |
| 6    | CHN Yao Jianjun             | 54.37 | Recorde da temporada |

### Final
| Pos.              | Atleta                      | Tempo   | Notas                |
| ----------------- | --------------------------- | ------- | -------------------- |
| Medalha de ouro   | AUT Günther Matzinger       | 48.45   | Recorde europeu      |
| Medalha de prata  | BRA Yohansson Nascimento    | 49.21   | (T45)                |
| Medalha de bronze | SRI Pradeep Pathirannehelag | 49.28   | Recorde asiático     |
| 4                 | CYP Antonis Aresti          | 49.59   | Recorde da temporada |
| 5                 | RWA Hermas Muvunyi          | 49.59   | Recorde africano     |
| 6                 | BRA Emicarlo Souza          | 50.74   |                      |
| 7                 | CHN Xie Hexing              | 1:01.80 |                      |
| 08 !              | CIV Addoh Kimou             | DQ      |                      |

## T52

### Eliminatórias

#### Eliminatória 1
| Pos. | Atleta                             | Tempo   | Notas |
| ---- | ---------------------------------- | ------- | ----- |
| 1    | JPN Tomoya Ito                     | 1:00.80 | Q     |
| 2    | JPN Hirokazu Ueyonabaru            | 1:03.64 | Q     |
| 3    | SUI Beat Boesch                    | 1:04.83 | Q     |
| 4    | USA Josh Roberts                   | 1:04.95 | q     |
| 5    | THA Peth Rungsri                   | 1:06.74 | q     |
| 6    | MEX Leonardo de Jesus Pérez Juarez | DQ      |       |

#### Eliminatória 2
| Pos. | Atleta                           | Tempo   | Notas |
| ---- | -------------------------------- | ------- | ----- |
| 1    | USA Raymond Martin               | 1:00.33 | Q     |
| 2    | AUT Thomas Geierspichler         | 1:05.72 | Q     |
| 3    | USA Paul Nitz                    | 1:11.12 | Q     |
| 04 ! | MEX Salvador Hernández Mondragón | DQ      |       |
| 05 ! | JPN Toshihiro Takada             | DQ      |       |

### Final
| Pos.              | Atleta                   | Tempo   | Notas                |
| ----------------- | ------------------------ | ------- | -------------------- |
| Medalha de ouro   | USA Raymond Martin       | 58.54   |                      |
| Medalha de prata  | JPN Tomoya Ito           | 1:00.40 | Recorde da temporada |
| Medalha de bronze | AUT Thomas Geierspichler | 1:04.64 | Recorde da temporada |
| 4                 | USA Josh Roberts         | 1:05.76 |                      |
| 5                 | THA Peth Rungsri         | 1:06.46 | Recorde da temporada |
| 6                 | SUI Beat Boesch          | 1:07.72 |                      |
| 7                 | USA Paul Nitz            | 1:15.15 |                      |
| 08 !              | JPN Hirokazu Ueyonabaru  | DQ      |                      |

## T53

### Eliminatórias

#### Eliminatória 1
| Pos. | Atleta                     | Tempo | Notas |
| ---- | -------------------------- | ----- | ----- |
| 1    | CHN Li Huzhao              | 51.19 | Q     |
| 2    | KUW Hamad Aladwani         | 51.35 | Q     |
| 3    | KOR Yoo Byung-Hoon         | 52.06 | q     |
| 4    | CAN Eric Gauthier          | 53.56 |       |
| 5    | MEX Jaime Ramirez Valencia | DQ    |       |
| 06 ! | USA Brian Siemann          | DQ    |       |

#### Eliminatória 2
| Pos. | Atleta                         | Tempo | Notas                |
| ---- | ------------------------------ | ----- | -------------------- |
| 1    | USA Joshua George              | 51.44 | Q                    |
| 2    | CHN Yu Shiran                  | 51.74 | Q                    |
| 3    | FRA Pierre Fairbank            | 52.23 |                      |
| 4    | BRA Ariosvaldo Fernandes Silva | 52.44 | Recorde da temporada |
| 5    | JPN Jun Hiromichi              | 52.74 |                      |
| 6    | VEN Jesus Aguilar              | 52.80 |                      |
| 07 ! | THA Sopa Intasen               | DQ    |                      |

#### Eliminatória 3
| Pos. | Atleta                     | Tempo | Notas                |
| ---- | -------------------------- | ----- | -------------------- |
| 1    | CAN Brent Lakatos          | 49.46 | Q                    |
| 2    | AUS Richard Colman         | 49.79 | Q                    |
| 3    | KOR Jung Dong-Ho           | 50.02 | q                    |
| 4    | USA Zach Abbott            | 52.58 | Recorde pessoal      |
| 5    | ESP Roger Puigbo Verdaguer | 53.29 |                      |
| 6    | THA Pichet Krungget        | 53.63 | Recorde da temporada |

### Final
| Pos.              | Atleta             | Tempo | Notas                |
| ----------------- | ------------------ | ----- | -------------------- |
| Medalha de ouro   | CHN Li Huzhao      | 49.70 | Recorde da temporada |
| Medalha de prata  | CAN Brent Lakatos  | 50.17 |                      |
| Medalha de bronze | AUS Richard Colman | 50.24 |                      |
| 4                 | CHN Yu Shiran      | 50.92 | Recorde pessoal      |
| 5                 | USA Joshua George  | 51.14 |                      |
| 6                 | KOR Yoo Byung-Hoon | 51.30 |                      |
| 7                 | KOR Jung Dong-Ho   | 51.45 |                      |
| 8                 | KUW Hamad Aladwani | 52.04 |                      |

## T54

### Eliminatórias

#### Eliminatória 1
| Pos. | Atleta               | Tempo | Notas                |
| ---- | -------------------- | ----- | -------------------- |
| 1    | CHN Liu Chengming    | 48.01 | Q =                  |
| 2    | GER Marc Schuh       | 48.87 | Q                    |
| 3    | THA Supachai Koysub  | 50.66 | Recorde da temporada |
| 4    | CAN Alexandre Dupont | 51.17 |                      |
| 5    | USA Ryan Chalmers    | 53.63 |                      |
| 06 ! | TUN Ahmed Aouadi     | DQ    |                      |
| 07 ! | AUS Jake Lappin      | DQ    |                      |

#### Eliminatória 2
| Pos. | Atleta                    | Tempo | Notas |
| ---- | ------------------------- | ----- | ----- |
| 1    | THA Saichon Konjen        | 47.87 | Q     |
| 2    | NED Kenny van Weeghel     | 48.06 | Q     |
| 3    | CHN Cui Yanfeng           | 48.28 | q     |
| 4    | FIN Leo-Pekka Tahti       | 48.30 | q     |
| 5    | CAN Curtis Thom           | 48.57 |       |
| 6    | USA Jordan Bird           | 49.53 |       |
| 07 ! | MEX Fernando Sánchez Nava | DQ    |       |

#### Eliminatória 3
| Pos. | Atleta                          | Tempo | Notas |
| ---- | ------------------------------- | ----- | ----- |
| 1    | CHN Zhang Lixin                 | 48.72 | Q     |
| 2    | SUI Marcel Hug                  | 48.87 | Q     |
| 3    | UAE Mohammad Vahdani            | 50.00 |       |
| 4    | VEN Juan Valladares             | 50.41 |       |
| 5    | AUS Richard Nicholson           | 50.49 |       |
| 6    | CAN Colin Mathieson             | 51.95 |       |
| 7    | MEX Juan Pablo Cervantes Garcia | 52.83 |       |

### Final
| Pos.              | Atleta                | Tempo | Notas           |
| ----------------- | --------------------- | ----- | --------------- |
| Medalha de ouro   | CHN Zhang Lixin       | 46.88 | Recorde pessoal |
| Medalha de prata  | NED Kenny van Weeghel | 47.12 | Recorde pessoal |
| Medalha de bronze | CHN Liu Chengming     | 47.36 | Recorde pessoal |
| 4                 | FIN Leo-Pekka Tahti   | 47.68 | Recorde pessoal |
| 5                 | SUI Marcel Hug        | 47.80 |                 |
| 6                 | GER Marc Schuh        | 48.42 |                 |
| 7                 | CHN Cui Yanfeng       | 51.20 |                 |
| 8 !               | THA Saichon Konjen    | DQ    |                 |

Legenda
| Recorde mundial      | Recorde mundial (World record)               |                       | Recorde africano                      | Recorde africano (African) |                                           | Q | Classificado por posição (Qualified) |
| Recorde paralímpico  | Recorde paralímpico (Paralympic record)      | Recorde da América    | Recorde da América (Americas)         | q                          | Classificado por melhor tempo (Qualified) |   |                                      |
| Melhor marca do ano  | Melhor marca do ano (World leading)          | Recorde asiático      | Recorde asiático (Asian)              | DNS                        | Não largou (Did not start)                |   |                                      |
| Recorde nacional     | Recorde nacional (National record)           | Recorde europeu       | Recorde europeu (European)            | DNF                        | Não terminou (Did not finish)             |   |                                      |
| Recorde pessoal      | Recorde pessoal do atleta (Personal best)    | Recorde da Oceania    | Recorde da Oceania (Oceania)          | DSQ / DQ                   | Desclassificado (Disqualified)            |   |                                      |
| Recorde da temporada | Recorde da temporada do atleta (Season best) | Recorde sul-americano | Recorde sul-americano (South America) | NM                         | Sem marca (No mark)                       |   |                                      |